# Nikujaga

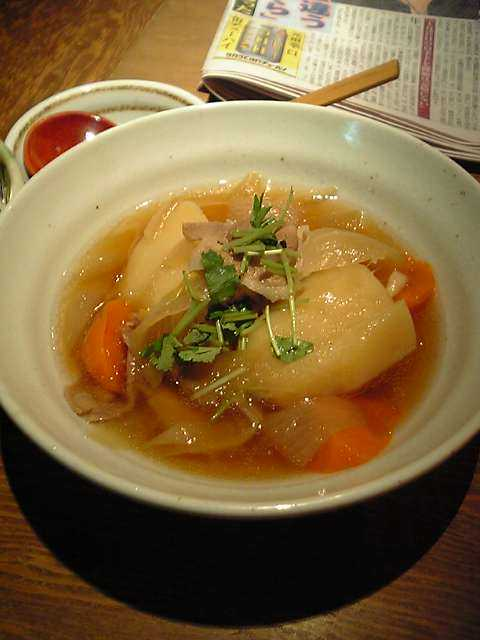
Nikujaga

Nikujaga (Japans:肉じゃが) (letterlijk vlees-aardappel) is een Japans gerecht. Het bestaat uit vlees, aardappelen, ui gestoofd in zoete sojasaus, met suiker en mirin soms ook ito konnyaku en groenten. Dun gesneden rundvlees is het meest gebruikte vlees voor dit gerecht, hoewel men ook gehakt gebruikt. In het oosten van Japan gebruikt men eerder varkensvlees in de plaats van rundvlees. 
Nikujaga is een gerecht dat voornamelijk in de winter wordt bereid. Het wordt geserveerd met een kom witte rijst en met miso-soep. Men kan het vaak ook eten in izakaya’s. 

## Geschiedenis
Nikujaga werd voor het eerst bereid door koks van de Japanse Keizerlijke marine op het einde van de 19e eeuw. Het gerecht was gebaseerd op de stoofpotten die door de Britse Royal Navy werden bereid. Dit gerecht werd door de Japanse marinelegende Togo Heihachiro ontdekt toen hij maritieme wetenschappen studeerde in het Verenigd Koninkrijk. Na zijn terugkeer naar Japan, gaf hij de opdracht om een Japanse versie van deze stoofpot te maken voor gebruik door de Japanse marine. Hij voerde dit gerecht in omdat het gerecht een hoge voedingswaarde heeft.